# Герои Социалистического Труда Алтайского края
В настоящий список включены:

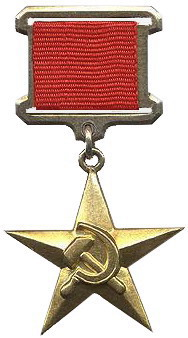
Золотая медаль «Серп и Молот»

- Герои Социалистического Труда (в том числе один дважды Герой), на момент присвоения звания проживавшие на территории Алтайского края, — 188 человек;  персиковым цветом  выделены Герои, проживавшие на территории Горно-Алтайской автономной области, которая до 1990 года входила в состав Алтайского края, а ныне является самостоятельным субъектом федерации — Республикой Алтай (11 человек);
- уроженцы Алтайского края, удостоенные звания Героя Социалистического Труда в других регионах СССР, — 128 человек;
- Герои Социалистического Труда, прибывшие на постоянное проживание в Алтайский край, — 3 человека;
- Серым цветом   выделены лица, лишённые звания Героя, — 1 человек.

Вторая и третья части списка могут быть неполными из-за отсутствия данных о месте рождения и проживания ряда Героев.
В таблицах отображены фамилия, имя и отчество Героев, должность и место работы на момент присвоения звания, дата Указа Президиума Верховного Совета СССР, отрасль народного хозяйства, место рождения/проживания, а также ссылка на биографическую статью на сайте «Герои страны». Формат таблиц предусматривает возможность сортировки по указанным параметрам путём нажатия на стрелку в нужной графе.

## История
Впервые звание Героя Социалистического Труда в Алтайском крае было присвоено Указом Президиума Верховного Совета СССР от 5 ноября 1943 года начальнику цеха Барнаульского вагоноремонтного завода Ф. И. Львову за особые заслуги в обеспечении перевозок для фронта и народного хозяйства и выдающиеся достижения в восстановлении железнодорожного хозяйства в трудных условиях военного времени.
Большинство Героев Социалистического Труда в крае приходится на работников сельского хозяйства — 135 человек; машиностроение — 10; госуправление — 7; строительство, транспорт — по 6; оборонная промышленность — 4; лёгкая, пищевая промышленность, автодорожная отрасль — по 3; химическая, радиопромышленность, наука, образование — по 2; лесная промышленность, лесное хозяйство, здравоохранение — по 1.

## Лица, удостоенные звания Героя Социалистического Труда в Алтайском крае
| № | Фамилия, имя, отчество  | Даты жизни              | Деятельность                                                                                       | Дата присвоения       | Отрасль    | Место рождения   | ГС       |
| - | ----------------------- | ----------------------- | -------------------------------------------------------------------------------------------------- | --------------------- | ---------- | ---------------- | -------- |
| 1 | Савченко Яков Фёдорович | 23.10.1913 — 26.09.1984 | Генеральный директор Научно-производственного объединения «Алтай» Министерства машиностроения СССР | 26.04.1971 21.10.1983 | оборонпром | *Сумская область | [ ГС 1 ] |

| №          | Фамилия, имя, отчество                   | Даты жизни              | Деятельность | Дата присвоения | Отрасль         | Место рождения                  | ГС         |
| ---------- | ---------------------------------------- | ----------------------- | --- | --------------- | --------------- | ------------------------------- | ---------- |
| 1          | Алексенцева Нина Ефимовна                | 24.06.1940 — 12.02.2008 | Трактористка совхоза «Комсомольский» Павловского района Алтайского края | 08.04.1971      | сельхоз         | *Мордовия                       | [ ГС 2 ]   |
| 2          | Артамонова Надежда Ивановна              | 11.09.1908 — 30.03.1972 | Главный инженер Барнаульского меланжевого комбината Алтайского совнархоза | 07.03.1960      | легпром         | *Ивановская область             | [ ГС 3 ]   |
| 3          | Бабарыкин Николай Никитович              | 27.12.1923 — 04.07.1978 | Председатель колхоза «Родина» Шипуновского района Алтайского края | 19.04.1967      | сельхоз         | Шипуновский район               | [ ГС 4 ]   |
| 4          | Бабич Евдокия Фёдоровна                  | 16.08.1913 — 12.12.1992 | Рабочая Косихинского свеклосовхоза Косихинского района Алтайского края | 11.01.1957      | сельхоз         | *Киевская область               | [ ГС 5 ]   |
| 5          | Балюк Иван Данилович                     | 22.02.1885 — 20.06.1963 | Старший чабан колхоза «Сибмеринос» Рубцовского района Алтайского края | 19.11.1948      | сельхоз         | *Полтавская область             | [ ГС 6 ]   |
| 6          | Балюк Роман Иванович                     | 26.09.1918 — 04.12.2003 | Чабан колхоза «Страна Советов» Рубцовского района Алтайского края | 22.03.1966      | сельхоз         | Рубцовский район                | [ ГС 7 ]   |
| 7          | Бахолдина Варвара Максимовна             | 26.12.1914 — 02.06.1992 | Инженер Шипуновского районного управления сельского хозяйства, Алтайский край | 13.12.1972      | сельхоз         | Змеиногорский район             | [ ГС 8 ]   |
| 8          | Беккер Александр Александрович           | 13.06.1922 — 20.06.1978 | Бригадир комплексной бригады колхоза «Страна Советов» Рубцовского района Алтайского края | 31.12.1961      | сельхоз         | Рубцовский район                | [ ГС 9 ]   |
| 9          | Белов Василий Иванович                   | 03.04.1922 — 02.03.2000 | Бригадир комплексной бригады Боровлянского леспромхоза Государственного комитета лесного хозяйства Совета Министров СССР, Алтайский край | 06.09.1966      | лесхоз          | *Омская область                 | [ ГС 10 ]  |
| 10         | Белоусова Мария Игнатьевна               | 18.03.1921 — 01.08.2013 | Бригадир молочно-овощного совхоза «Новоалтайский» Первомайского района Алтайского края | 30.04.1966      | сельхоз         | *Восточно-Казахстанская область | [ ГС 11 ]  |
| 11         | Бережняк Иван Ефимович                   | 26.06.1928 — 22.07.1987 | Первый секретарь Павловского райкома КПСС, Алтайский край | 13.12.1972      | госуправление   | Кулундинский район              | [ ГС 12 ]  |
| 12         | Близнюк Фёдор Иванович                   | 29.09.1914 — 10.12.2000 | Бригадир колхоза «Герой труда» Шипуновского района Алтайского края | 19.03.1947      | сельхоз         | *Сумская область                | [ ГС 13 ]  |
| 13         | Бородин Геннадий Петрович                | 25.11.1930 — 12.02.2009 | Старший мастер Ребрихинского маслосырзавода Министерства мясной и молочной промышленности РСФСР, Алтайский край | 14.06.1966      | пищепром        | Павловский район                | [ ГС 14 ]  |
| 14         | Борушко Геннадий Григорьевич             | 04.10.1927 — 26.01.1992 | Осмотрщик вагонного депо Барнаул Западно-Сибирской железной дороги, Алтайский край | 04.08.1966      | транспорт       | *Хабаровский край               | [ ГС 15 ]  |
| 15         | Борченко Мария Яковлевна                 | 20.09.1927 — 18.07.2008 | Звеньевая колхоза имени Сталина Егорьевского района Алтайского края | 20.05.1949      | сельхоз         | Егорьевский район               | [ ГС 16 ]  |
| 16         | Бурматов Александр Ефимович              | 30.08.1920 — 26.11.2001 | Слесарь Алтайского завода тракторного электрооборудования Министерства автомобильной промышленности СССР, гор. Рубцовск Алтайского края | 05.04.1971      | машиностроение  | Змеиногорский район             | [ ГС 17 ]  |
| 17         | Буханько Гавриил Николаевич              | 23.12.1916 — 16.02.1996 | Бригадир совхоза «Николаевский» Поспелихинского района Алтайского края | 23.06.1966      | сельхоз         | Поспелихинский район            | [ ГС 18 ]  |
| 18         | Буханько Николай Николаевич              | 15.02.1917 — 24.06.1984 | Председатель колхоза «Страна Советов» Рубцовского района Алтайского края | 31.12.1961      | сельхоз         | Поспелихинский район            | [ ГС 19 ]  |
| 19         | Варивода Пётр Фёдорович                  | 25.10.1878 — 23.03.1952 | Звеньевой колхоза «Байкал» Волчихинского района Алтайского края | 19.03.1947      | сельхоз         | *Полтавская область             | [ ГС 20 ]  |
| 20         | Василенко Иван Михайлович                | 26.08.1894 — 26.02.1984 | Директор Топчихинской МТС Топчихинского района Алтайского края | 11.01.1957      | сельхоз         | Локтевский район                | [ ГС 21 ]  |
| 21         | Вовченко Фёдор Яковлевич                 | 12.02.1912 — 02.07.1981 | Старший зоотехник колхоза «Страна Советов» Рубцовского района Алтайского края | 22.03.1966      | сельхоз         | *Акмолинская область            | [ ГС 22 ]  |
| 22         | Гавриленко Ольга Владимировна            | 13.03.1926 — 02.04.2006 | Птичница совхоза «Светлый путь» Первомайского района Алтайского края | 22.03.1966      | сельхоз         | *Ставропольский край            | [ ГС 23 ]  |
| 23         | Гейдек Эдуард Александрович              | 10.03.1930 — 07.04.2009 | Генеральный директор производственного объединения «Сибприбормаш» Министерства машиностроения СССР, гор. Бийск Алтайского края | 07.08.1986      | оборонпром      | *Ставропольский край            | [ ГС 24 ]  |
| 24         | Георгиев Александр Васильевич            | 06.06.1914 — 09.04.1976 | Первый секретарь Алтайского крайкома КПСС | 20.10.1972      | госуправление   | *Полтавская область             | [ ГС 25 ]  |
| 25         | Герасимов Фёдор Андреевич                | 08.02.1913 — 04.03.1962 | Управляющий отделением семеноводческого совхоза «Пролетарий» Министерства совхозов СССР, Троицкий район Алтайского края | 13.04.1948      | сельхоз         | Троицкий район                  | [ ГС 26 ]  |
| 26         | Германов Павел Дмитриевич                | 04.08.1928 — 12.04.1980 | Бригадир совхоза «Кировский» Мамонтовского района Алтайского края | 11.12.1973      | сельхоз         | Мамонтовский район              | [ ГС 27 ]  |
| 27         | Глухов Александр Александрович           | 05.05.1908 — 07.07.1977 | Старший механик Алтайской МТС Алтайского района Алтайского края | 20.05.1949      | сельхоз         | *Самарская область              | [ ГС 28 ]  |
| 28         | Голиков Михаил Фёдорович                 | 25.02.1931 — 1988       | Тракторист совхоза «Чумышский» Кытмановского района Алтайского края | 08.04.1971      | сельхоз         | *Кемеровская область            | [ ГС 29 ]  |
| 29         | Голубева Мария Архиповна                 | род. 13.12.1945         | Доярка госплемзавода «Катунь» Бийского района Алтайского края | 30.07.1985      | сельхоз         | Бийский район                   | [ ГС 30 ]  |
| 30         | Гольцов Василий Григорьевич              | 13.04.1927 — 22.10.2011 | Тракторист Алтайской МТС Алтайского района Алтайского края | 23.06.1950      | сельхоз         | Алтайский район                 | [ ГС 31 ]  |
| 31         | Гринько Фёдор Митрофанович               | 28.02.1896 — 23.08.1966 | Председатель колхоза имени Молотова Шипуновского района Алтайского края | 04.03.1948      | сельхоз         | *Полтавская область             | [ ГС 32 ]  |
| 32         | Губин Павел Дмитриевич                   | 25.12.1919 — 18.08.1987 | Бригадир тракторной бригады Назаровской МТС Михайловского района Алтайского края | 04.03.1948      | сельхоз         | Михайловский район              | [ ГС 33 ]  |
| 33         | Гуньков Иван Александрович               | 12.02.1913 — 15.01.1984 | Бригадир колхоза имени Мичурина Алтайского района Алтайского края | 04.03.1948      | сельхоз         | Алтайский район                 | [ ГС 34 ]  |
| 34         | Гусельников Михаил Иванович              | 08.02.1930 — 26.10.2012 | Тракторист совхоза «Сорокинский» Сорокинского района Алтайского края | 23.06.1966      | сельхоз         | Заринский район                 | [ ГС 35 ]  |
| 35         | Дедов Григорий Михайлович                | 15.12.1924 — 23.05.2014 | Тракторист колхоза «Россия» Змеиногорского района Алтайского края | 08.04.1971      | сельхоз         | Змеиногорский район             | [ ГС 36 ]  |
| 36         | Дергилёв Никита Васильевич               | 06.05.1929 — 29.11.2009 | Бригадир колхоза «Заря Алтая» Завьяловского района Алтайского края | 13.12.1972      | сельхоз         | Завьяловский район              | [ ГС 37 ]  |
| 37         | Добшик Никита Григорьевич                | 30.09.1911 — 13.11.1995 | Комбайнёр Петуховской МТС Ключевского района Алтайского края | 11.01.1957      | сельхоз         | Ключевский район                | [ ГС 38 ]  |
| 38         | Довбенко Василий Фёдорович               | 05.03.1932 — 31.10.1987 | Механизатор колхоза «Восход» Змеиногорского района Алтайского края | 13.03.1981      | сельхоз         | Змеиногорский район             | [ ГС 39 ]  |
| 39         | Докукин Валентин Петрович                | 05.04.1927 – 10.09.1990 | Машинист-инструктор локомотивного депо Барнаул Западно-Сибирской железной дороги, Алтайский край | 04.05.1971      | транспорт       | Ребрихинский район              | [ ГС 40 ]  |
| 40         | Дробот Анна Яковлевна                    | 22.10.1920 — 02.03.2005 | Доярка совхоза «Косихинский» Первомайского района Алтайского края | 22.03.1966      | сельхоз         | *Киевская область               | [ ГС 41 ]  |
| 41         | Дугнист Яков Петрович                    | 28.09.1922 — 07.01.2004 | Директор совхоза «Кубанка» Калманского района Алтайского края | 31.12.1965      | сельхоз         | *Полтавская область             | [ ГС 42 ]  |
| 42         | Дурыгина Клавдия Ивановна                | 19.12.1927 — 02.01.1998 | Звеньевая Алейского свеклосовхоза Министерства пищевой промышленности СССР, Алейский район Алтайского края | 14.05.1948      | сельхоз         | Ребрихинский район              | [ ГС 43 ]  |
| 43         | Евдокимов Виктор Фёдорович               | род. 29.09.1942         | Кузнец-штамповщик Алтайского тракторного завода имени М. И. Калинина производственного объединения «Алтайский тракторный завод имени М. И. Калинина» Министерства тракторного и сельскохозяйственного машиностроения СССР, гор. Рубцовск Алтайского края | 10.06.1986      | машиностроение  | *Марий Эл                       | [ ГС 44 ]  |
| 44         | Егоров Борис Григорьевич                 | 20.06.1917 — 29.10.1995 | Начальник конструкторского бюро Завода транспортного машиностроения Министерства тяжёлого, энергетического и транспортного машиностроения СССР, гор. Барнаул Алтайского края                                                                             | 09.07.1966      | машиностроение  | *Татарстан                      | [ ГС 45 ]  |
| 45         | Ерёмкин Александр Артемьевич             | 13.12.1903 — 11.02.1995 | Бригадир бетонщиков Барнаульского строительного управления № 1 ордена Ленина треста «Стройгаз» Алтайского совнархоза | 09.08.1958      | строительство   | Павловский район                | [ ГС 46 ]  |
| 46         | Есин Фёдор Петрович                      | 24.02.1910 — 24.02.1982 | Старший механик Степной МТС Михайловского района Алтайского края | 04.03.1948      | сельхоз         | Волчихинский район              | [ ГС 47 ]  |
| 47         | Ефремов Михаил Ерофеевич                 | 30.09.1886 — 26.11.1965 | Звеньевой колхоза «Искра» Белоглазовского района Алтайского края | 04.03.1948      | сельхоз         | Шипуновский район               | [ ГС 48 ]  |
| 48         | Жилин Тихон Иванович                     | 15.11.1911 — 30.06.1986 | Директор Ново-Егорьевской МТС Егорьевского района Алтайского края | 11.01.1957      | сельхоз         | Егорьевский район               | [ ГС 49 ]  |
| 49         | Журавлёва Тамара Марковна                | 02.09.1938 — 31.12.2023 | Ткачиха Барнаульского хлопчатобумажного комбината Министерства текстильной промышленности РСФСР, Алтайский край | 17.03.1981      | легпром         | *Новосибирская область          | [ ГС 50 ]  |
| 50         | Заболотная Мария Ивановна                | 25.05.1924 — 16.07.2011 | Доярка совхоза «Кулундинский» Кулундинского района Алтайского края | 08.04.1971      | сельхоз         | Кулундинский район              | [ ГС 51 ]  |
| 51         | Загидулин Зинатула                       | 15.09.1906 — 23.09.1993 | Путевой обходчик Барнаульской дистанции пути Томской железной дороги, Алтайский край | 01.08.1959      | транспорт       | *Татарстан                      | [ ГС 52 ]  |
| 52         | Занин Иван Егорович                      | 03.07.1927 — 03.04.2003 | Первый секретарь Смоленского райкома КПСС, Алтайский край | 10.05.1988      | госуправление   | Петропавловский район           | [ ГС 53 ]  |
| 53         | Захаров Дмитрий Михайлович               | 14.10.1922 — 06.01.1997 | Управляющий отделением племенного завода «Пролетарий» Троицкого района Алтайского края | 22.03.1966      | сельхоз         | Топчихинский район              | [ ГС 54 ]  |
| 54         | Зенин Василий Яковлевич                  | 06.03.1935 — 28.11.2015 | Аппаратчик линолеумного цеха Бийского химического комбината Министерства машиностроения СССР, Алтайский край | 26.04.1971      | машиностроение  | Смоленский район                | [ ГС 55 ]  |
| 55         | Зинченко Анна Владимировна               | 12.02.1929 — 13.06.2016 | Звеньевая Чистюньского свеклосовхоза Министерства пищевой промышленности СССР, Топчихинский район Алтайского края | 14.05.1948      | сельхоз         | Алейский район                  | [ ГС 56 ]  |
| 56         | Золотухин Фёдор Фёдорович                | 10.05.1906 — 12.05.1968 | Первый секретарь Кытмановского райкома КПСС, Алтайский край | 11.01.1957      | госуправление   | *Акмолинская область            | [ ГС 57 ]  |
| 57         | Зырянов Серафим Поликарпович             | 06.06.1904 — 15.09.1955 | Председатель колхоза имени Мичурина Алтайского района Алтайского края | 04.03.1948      | сельхоз         | *Пермский край                  | [ ГС 58 ]  |
| 58         | Ильичёва Анна Васильевна                 | 07.11.1927 — 10.07.2002 | Комбайнер колхоза «Заря Алтая» Завьяловского района Алтайского края | 23.12.1976      | сельхоз         | Завьяловский район              | [ ГС 59 ]  |
| 59         | Кабанова Мария Александровна             | 25.05.1929 – 14.10.1995 | Звеньевая колхоза «Сибирский пахарь» Егорьевского района Алтайского края | 04.03.1948      | сельхоз         | Егорьевский район               | [ ГС 60 ]  |
| 60         | Каверзина Устинья Леонтьевна             | 16.09.1919 — 28.03.1988 | Звеньевая Змеиногорского свеклосовхоза Министерства пищевой промышленности СССР, Змеиногорский район Алтайского края | 14.05.1948      | сельхоз         | Третьяковский район             | [ ГС 61 ]  |
| 61         | Камышников Владимир Степанович           | 22.06.1918 — 20.11.1997 | Председатель колхоза «Красное Знамя» Первомайского района Алтайского края | 08.04.1971      | сельхоз         | Косихинский район               | [ ГС 62 ]  |
| 62         | Каниболотский Семён Трофимович           | 01.09.1925 — 02.10.2001 | Старший аппаратчик Славгородского химического завода имени Г. С. Верещагина Министерства химической промышленности СССР, Алтайский край | 20.04.1971      | химпром         | Табунский район                 | [ ГС 63 ]  |
| 63         | Капустина Татьяна Михайловна             | 14.09.1925 — 01.03.2008 | Врач районной больницы Завьяловского района Алтайского края | 04.02.1969      | здравоохранение | *Тамбовская область             | [ ГС 64 ]  |
| 64         | Карагодин Михаил Емельянович             | 15.11.1913 — 31.10.1995 | Бригадир тракторной бригады Алтайской МТС Алтайского района Алтайского края | 06.05.1950      | сельхоз         | Алтайский район                 | [ ГС 65 ]  |
| 65         | Качусов Иван Егорович                    | 26.12.1931 — 14.01.1973 | Машинист экскаватора дорожно-строительного управления № 4 Министерства строительства и эксплуатации автомобильных дорог РСФСР, Алтайский край | 04.05.1971      | автодор         | Краснощёковский район           | [ ГС 66 ]  |
| 65.000001  | Кестелова Байчила Иркитовна              | 30.04.1917 — 26.06.1967 | *Чабан колхоза «Ленинский наказ» Усть-Канского района Горно-Алтайской автономной области | 07.03.1960      | сельхоз         | Республика Алтай                | [ ГС 67 ]  |
| 66         | Кибкало Александра Моисеевна             | 20.07.1939 — 03.04.2017 | Комбайнер совхоза «Родинский» Родинского района Алтайского края | 11.12.1972      | сельхоз         | Родинский район                 | [ ГС 68 ]  |
| 67         | Клименко Екатерина Андреевна             | род. 25.12.1933         | Директор детского дома № 2, гор. Бийск Алтайского края | 16.12.1987      | образование     | *Воронежская область            | [ ГС 69 ]  |
| 68         | Клименко Мария Николаевна                | 27.07.1927 — 04.01.2005 | Бригадир маляров специализированного управления № 9 строительно-монтажного треста № 122 Министерства строительства СССР, Алтайский край | 07.05.1971      | строительство   | *Луганская область              | [ ГС 70 ]  |
| 68.000002  | Климкин Дмитрий Фёдорович                | 09.09.1910 — 14.07.1968 | *Звеньевой колхоза имени Кирова Майминского района Горно-Алтайской автономной области | 20.05.1949      | сельхоз         | *Мордовия                       | [ ГС 71 ]  |
| 68.000003  | Кожабаев Алаш                            | 12.05.1927 — 18.02.1973 | *Председатель колхоза «Путь к коммунизму» Кош-Агачского района Горно-Алтайской автономной области | 22.03.1966      | сельхоз         | Республика Алтай                | [ ГС 72 ]  |
| 69         | Козлов Григорий Петрович                 | 12.01.1922 — 15.09.1999 | Управляющий отделением совхоза имени Анатолия Хабарского района Алтайского края | 13.12.1972      | сельхоз         | Хабарский район                 | [ ГС 73 ]  |
| 70         | Колосова (Казанцева) Екатерина Ивановна  | 01.10.1927 — 03.06.2002 | Звеньевая колхоза имени Ленина Грязнухинского района Алтайского края | 20.05.1949      | сельхоз         | Советский район                 | [ ГС 74 ]  |
| 71         | Колупаев Кирилл Иванович                 | 10.03.1919 — 08.06.1992 | Директор совхоза «Чистюньский» Топчихинского района Алтайского края | 23.06.1966      | сельхоз         | *Кемеровская область            | [ ГС 75 ]  |
| 72         | Колыхалов Геннадий Иванович              | род. 25.03.1938         | Главный агроном колхоза «Великий Октябрь» Троицкого района Алтайского края | 10.05.1988      | сельхоз         | Бийский район                   | [ ГС 76 ]  |
| 73         | Комаров Иван Яковлевич                   | 16.01.1927 — 06.04.1973 | Бригадир штукатуров-маляров строительного управления № 3 треста № 46 Министерства строительства РСФСР, гор. Рубцовск Алтайского края | 11.08.1966      | строительство   | Усть-Пристанский район          | [ ГС 77 ]  |
| 74         | Корчагина (Клепикова) Степанида Ефимовна | 09.11.1917 — 15.09.1997 | Звеньевая колхоза имени Мичурина Алтайского района Алтайского края | 04.03.1948      | сельхоз         | Алтайский район                 | [ ГС 78 ]  |
| 75         | Косачёв Кузьма Максимович                | 26.02.1928 — 13.07.1982 | Бригадир колхоза «Россия» Змеиногорского района Алтайского края | 23.06.1966      | сельхоз         | Змеиногорский район             | [ ГС 79 ]  |
| 76         | Котова Надежда Наумовна                  | 03.04.1926 — 24.09.1980 | Доярка совхоза «Пильненский» Красногорского района Алтайского края | 22.03.1966      | сельхоз         | *Смоленская область             | [ ГС 80 ]  |
| 77         | Кравцова Людмила Михайловна              | 01.01.1917 — 04.07.1996 | Звеньевая по сахарной свёкле колхоза имени Ленина Рубцовского района Алтайского края | 11.01.1957      | сельхоз         | Рубцовский район                | [ ГС 81 ]  |
| 78         | Краснова Клавдия Фёдоровна               | 02.05.1925 — 12.07.2017 | Звеньевая колхоза имени Ленина Грязнухинского района Алтайского края | 20.05.1949      | сельхоз         | Советский район                 | [ ГС 82 ]  |
| 79         | Кривич Никита Федотович                  | 25.06.1912 — 12.01.1990 | Председатель колхоза «Завет Ильича» Алейского района Алтайского края | 24.09.1949      | сельхоз         | *Курская область                | [ ГС 83 ]  |
| 80         | Крюков Анатолий Михайлович               | 01.10.1924 — 03.07.2000 | Директор совхоза «Светлый путь» Первомайского района Алтайского края | 22.03.1966      | сельхоз         | Троицкий район                  | [ ГС 84 ]  |
| 80.000004  | Кудрявцев Фёдор Петрович                 | 22.03.1917 — 08.07.1986 | *Бригадир совхоза «Талицкий» Усть-Канского района Горно-Алтайской автономной области | 22.03.1966      | сельхоз         | Усть-Коксинский район           | [ ГС 85 ]  |
| 81         | Кулагин Пётр Сергеевич                   | 10.02.1928 — 20.11.1998 | Генеральный директор производственного объединения «Барнаульский станкостроительный завод» Министерства оборонной промышленности СССР, Алтайский край | 14.11.1990      | оборонпром      | *Ульяновская область            | [ ГС 86 ]  |
| 82         | Курносов Михаил Иванович                 | 20.09.1924 — 03.10.1989 | Оператор Бийского сахарного завода Министерства пищевой промышленности РСФСР, Алтайский край | 26.04.1971      | пищепром        | Советский район                 | [ ГС 87 ]  |
| 83         | Кутукова Роза Егоровна                   | род. 09.08.1940         | Свинарка совхоза «Беловский» Троицкого района Алтайского края | 10.02.1975      | сельхоз         | *Саратовская область            | [ ГС 88 ]  |
| 84         | Кутьков Пётр Савельевич                  | 13.02.1930 — 21.03.1996 | Директор совхоза «Прутской» Павловского района Алтайского края | 23.08.1990      | сельхоз         | Шелаболихинский район           | [ ГС 89 ]  |
| 85         | Ладик Митрофан Григорьевич               | 04.04.1908 — 19.09.1967 | Комбайнер Бурлинской МТС Бурлинского района Алтайского края | 11.01.1957      | сельхоз         | *Курская область                | [ ГС 90 ]  |
| 86         | Ланцов Владимир Степанович               | 15.10.1925 — 09.01.2005 | Бригадир слесарей Алтайского моторного завода Министерства тракторного и сельскохозяйственного машиностроения СССР, гор. Барнаул | 05.08.1966      | машиностроение  | *Кемеровская область            | [ ГС 91 ]  |
| 87         | Лапа Николай Кузьмич                     | род. 28.02.1942         | Слесарь Барнаульского завода геофизической аппаратуры Министерства радиопромышленности СССР, Алтайский край | 10.03.1981      | радиопром       | *Новосибирская область          | [ ГС 92 ]  |
| 88         | Лапсин Дмитрий Мартынович                | 18.03.1918 — 17.10.2003 | Директор совхоза «Советская Россия» Смоленского района Алтайского края | 22.03.1966      | сельхоз         | Бийск                           | [ ГС 93 ]  |
| 89         | Лашков Илья Тимофеевич                   | 02.08.1923 — 21.06.1999 | Чабан племенного завода «Курьинский» Курьинского района Алтайского края | 22.03.1966      | сельхоз         | Курьинский район                | [ ГС 94 ]  |
| 90         | Леонов Василий Фёдорович                 | 25.05.1926 — 08.09.1996 | Тракторист Кулундинского зерносовхоза Кулундинского района Алтайского края | 11.01.1957      | сельхоз         | *Тверская область               | [ ГС 95 ]  |
| 91         | Лигостаев Андрей Яковлевич               | 13.02.1929 — 23.08.2021 | Чабан государственного племенного завода «Курьинский» Курьинского района Алтайского края | 08.04.1971      | сельхоз         | Курьинский район                | [ ГС 96 ]  |
| 92         | Лисавенко Михаил Афанасьевич             | 03.10.1897 — 27.08.1967 | Директор Алтайской опытной станции садоводства Министерства сельского хозяйства РСФСР, академик ВАСХНИЛ, гор. Барнаул Алтайского края | 30.04.1966      | наука           | *Красноярский край              | [ ГС 97 ]  |
| 93         | Лобанова Евдокия Ивановна                | 1915 — 25.10.1997       | Свинарка племенного завода «Катунь» Бийского района Алтайского края | 22.03.1966      | сельхоз         | Бийский район                   | [ ГС 98 ]  |
| 94         | Лопанова Пелагея Филипповна              | 02.10.1923 — 30.08.2012 | Бригадир тракторной бригады Кабановской МТС Усть-Калманского района Алтайского края | 11.01.1957      | сельхоз         | Усть-Калманский район           | [ ГС 99 ]  |
| 95         | Львов Феодосий Иванович                  | 01.05.1900 — 05.02.1951 | Начальник механического цеха № 1 Барнаульского вагоноремонтного завода Народного комиссариата путей сообщения СССР, Алтайский край | 05.11.1943      | транспорт       | *Днепропетровская область       | [ ГС 100 ] |
| 96         | Максименко Илья Александрович            | род. 03.08.1935         | Комбайнер совхоза «Путиловский» Ключевского района Алтайского края | 13.12.1972      | сельхоз         | Ключевский район                | [ ГС 101 ] |
| 97         | Максимов Адам Фёдорович                  | 20.05.1911 — 16.10.1973 | Комбайнер Краснощёковской МТС Краснощёковского района Алтайского края | 11.01.1957      | сельхоз         | Краснощёковский район           | [ ГС 102 ] |
| 98         | Максимовская Анна Ивановна               | 15.02.1913 — 25.12.1988 | Звеньевая Змеиногорского свеклосовхоза Министерства пищевой промышленности СССР, Змеиногорский район Алтайского края | 14.05.1948      | сельхоз         | Мамонтовский район              | [ ГС 103 ] |
| 99         | Мальгина Мария Степановна                | 09.06.1919 — 12.07.1950 | Звеньевая колхоза имени Ленина Грязнухинского района Алтайского края | 20.05.1949      | сельхоз         | Советский район                 | [ ГС 104 ] |
| 100        | Мальцева Анастасия Тимофеевна            | 08.05.1942 — 18.06.2023 | Крутильщица Барнаульского производственного объединения «Химволокно» имени Ленинского комсомола Министерства химической промышленности СССР, Алтайский край                                                                                              | 05.06.1985      | химпром         | Петропавловский район           | [ ГС 105 ] |
| 101        | Мамаева (Кофанова) Екатерина Филипповна  | 12.02.1924 — 08.01.2012 | Звеньевая колхоза имени Чкалова Ключевского района Алтайского края | 04.03.1948      | сельхоз         | Ключевский район                | [ ГС 106 ] |
| 102        | Маркевич Анатолий Иванович               | 01.11.1894 — 16.06.1985 | Старший агроном Алтайской МТС Алтайского района Алтайского края | 20.05.1949      | сельхоз         | *Молдавия                       | [ ГС 107 ] |
| 102.000005 | Марчина Тана Бегиновна                   | 10.05.1916 — 05.09.1993 | *Чабан совхоза «Теньгинский» Онгудайского района Горно-Алтайской автономной области | 22.03.1966      | сельхоз         | Онгудайский район               | [ ГС 108 ] |
| 103        | Межугорова Евдокия Ермиловна             | 09.10.1898 — 21.03.1966 | Звеньевая колхоза имени Мичурина Алтайского района Алтайского края | 04.03.1948      | сельхоз         | Алтайский район                 | [ ГС 109 ] |
| 104        | Меренова Евдокия Андреевна               | 14.08.1912 — 10.02.1975 | Трактористка Моховской МТС Парфёновского района Алтайского края | 11.01.1957      | сельхоз         | Алейский район                  | [ ГС 110 ] |
| 105        | Мерзликин Владимир Николаевич            | 20.10.1932 — 31.05.2012 | Тракторист совхоза «Косихинский» Косихинского района Алтайского края | 23.12.1976      | сельхоз         | Косихинский район               | [ ГС 111 ] |
| 106        | Микулова Александра Алексеевна           | 20.05.1926 — 13.03.2009 | Звеньевая колхоза имени Ленина Грязнухинского района Алтайского края | 20.05.1949      | сельхоз         | Советский район                 | [ ГС 112 ] |
| 107        | Митьковская Татьяна Григорьевна          | 14.02.1928 — 30.07.2010 | Учительница Тальменской средней школы № 1 Тальменского района Алтайского края | 01.07.1968      | образование     | Заринский район                 | [ ГС 113 ] |
| 108        | Мошков Михаил Фёдорович                  | 06.06.1903 — 26.04.1983 | Директор Степной МТС Михайловского района Алтайского края | 04.03.1948      | сельхоз         | Михайловский район              | [ ГС 114 ] |
| 109        | Мурашкина (Рогова) Александра Васильевна | 18.01.1926 — 16.11.2012 | Звеньевая колхоза имени Ленина Грязнухинского района Алтайского края | 20.05.1949      | сельхоз         | Советский район                 | [ ГС 115 ] |
| 110        | Наливайко Георгий Антонович              | 13.01.1910 — 05.11.1977 | Директор Алтайского научно-исследовательского института сельского хозяйства, гор. Барнаул | 31.12.1961      | наука           | *Северо-Казахстанская область   | [ ГС 116 ] |
| 110.000006 | Напалкова Анна Григорьевна               | 09.02.1922 — 15.03.2017 | *Телятница совхоза «Кызыл-Озекский» Майминского района Горно-Алтайской автономной области | 08.04.1971      | сельхоз         | Майминский район                | [ ГС 117 ] |
| 111        | Ненуженко Анатолий Максимович            | 23.12.1940 — 14.05.2009 | Тракторист колхоза имени XX партсъезда Каменского района Алтайского края | 13.12.1972      | сельхоз         | Каменский район                 | [ ГС 118 ] |
| 112        | Неупокоева Вера Панфиловна               | 11.01.1916 — 24.09.1970 | Ткачиха Барнаульского меланжевого комбината Министерства лёгкой промышленности РСФСР, Алтайский край | 09.06.1966      | легпром         | Барнаул                         | [ ГС 119 ] |
| 113        | Никитенко Пётр Петрович                  | 25.11.1936 — 05.11.1987 | Чабан совхоза «Димитровский» Благовещенского района Алтайского края | 08.04.1971      | сельхоз         | Благовещенский район            | [ ГС 120 ] |
| 114        | Николаев Павел Иванович                  | 15.04.1905 — 19.08.1972 | Директор Кытмановского зерносовхоза Кытмановского района Алтайского края | 11.01.1957      | сельхоз         | *Санкт-Петербург                | [ ГС 121 ] |
| 115        | Новиков Антон Егорович                   | 19.12.1920 — 09.09.1980 | Тракторист Алтайской МТС Алтайского района Алтайского края | 23.06.1950      | сельхоз         | Алтайский район                 | [ ГС 122 ] |
| 116        | Новосёлов Иван Иосифович                 | 21.07.1910 — 24.01.1984 | Мастер Барнаульского вагоноремонтного завода Министерства путей сообщения СССР, Алтайский край | 01.08.1959      | транспорт       | Барнаул                         | [ ГС 123 ] |
| 117        | Павлов Александр Спиридонович            | 30.04.1915 — 10.09.1993 | Машинист паровозного депо Барнаул Томской железной дороги, Алтайский край | 01.08.1959      | транспорт       | *Северо-Казахстанская область   | [ ГС 124 ] |
| 118        | Паничева Мария Васильевна                | 30.03.1918 — 19.08.2014 | Главный агроном совхоза имени Мамонтова Поспелихинского района Алтайского края | 19.04.1967      | сельхоз         | *Калужская область              | [ ГС 125 ] |
| 119        | Парфёнов Евгений Ерофеевич               | 06.03.1926 — 26.05.2006 | Первый секретарь Каменского горкома КПСС, Алтайский край | 08.04.1971      | госуправление   | Каменский район                 | [ ГС 126 ] |
| 120        | Пестов Фёдор Константинович              | 28.02.1911 — 16.07.1966 | Трелёвщик леса Боровлянского леспромхоза Министерства лесной промышленности РСФСР, Алтайский край | 05.10.1957      | леспром         | *Костромская область            | [ ГС 127 ] |
| 121        | Петерс Яков Генрихович                   | 14.03.1931 — 17.02.2009 | Председатель колхоза «Победа» Славгородского района Алтайского края | 08.04.1971      | сельхоз         | Ключевский район                | [ ГС 128 ] |
| 122        | Петров Геннадий Иванович                 | 27.01.1936 — 15.07.2002 | Механизатор совхоза «Ануйский» Петропавловского района Алтайского края | 10.05.1988      | сельхоз         | Петропавловский район           | [ ГС 129 ] |
| 123        | Петров Семён Владимирович                | 07.05.1927 — 08.10.2003 | Наладчик Алтайского тракторного завода имени М. И. Калинина Министерства тракторного и сельскохозяйственного машиностроения СССР, гор. Рубцовск | 05.08.1966      | машиностроение  | Шипуновский район               | [ ГС 130 ] |
| 124        | Петухов Михаил Иванович                  | 03.03.1910 — 09.05.1989 | Бригадир полеводческой бригады колхоза «Красный пахарь» Мамонтовского района Алтайского края | 11.01.1957      | сельхоз         | Шипуновский район               | [ ГС 131 ] |
| 125        | Печёнкин Павел Никитович                 | 14.06.1926 — 25.05.1994 | Бригадир комплексной бригады колхоза имени Фрунзе Егорьевского района Алтайского края | 23.04.1974      | сельхоз         | Егорьевский район               | [ ГС 132 ] |
| 126        | Пивикова Вера Васильевна                 | 18.06.1916 — 06.03.2000 | Бригадир рабочих Барнаульского мясокомбината Министерства мясной и молочной промышленности РСФСР, Алтайский край | 26.04.1971      | пищепром        | *Пензенская область             | [ ГС 133 ] |
| 127        | Пикулов Иван Осипович                    | 15.06.1892 — 23.05.1971 | Директор Алтайской МТС Алтайского района Алтайского края | 20.05.1949      | сельхоз         | *Новгородская область           | [ ГС 134 ] |
| 128        | Поедалов Александр Осипович              | 06.06.1896 — 23.08.1968 | Председатель колхоза «Молодая Гвардия» Белоглазовского района Алтайского края | 19.03.1947      | сельхоз         | Шипуновский район               | [ ГС 135 ] |
| 129        | Полев Павел Абрамович                    | 10.03.1915 — 04.01.1983 | Старший механик Алтайской МТС Алтайского района Алтайского края | 23.06.1950      | сельхоз         | Алтайский район                 | [ ГС 136 ] |
| 130        | Попов Алексей Евгеньевич                 | 30.03.1911 — 06.11.2011 | Шофёр Бийского автохозяйства Алтайского управления автомобильного транспорта Министерства автомобильного транспорта и шоссейных дорог РСФСР | 05.10.1966      | автодор         | Шебалинский район               | [ ГС 137 ] |
| 130.000007 | Попов Пётр Фатеевич                      | 19.01.1932 — 16.10.2012 | *Бригадир совхоза «Абайский» Усть-Коксинского района Горно-Алтайской автономной области | 10.02.1975      | сельхоз         | Усть-Коксинский район           | [ ГС 138 ] |
| 131        | Пятница Семён Ефимович                   | 01.09.1903 — 28.06.1985 | Комбайнер Будённовской МТС Кулундинского района Алтайского края | 20.05.1949      | сельхоз         | *Луганская область              | [ ГС 139 ] |
| 132        | Ракитин Иван Никитович                   | 05.05.1885 — 16.01.1948 | Звеньевой колхоза имени Розы Люксембург Белоглазовского района Алтайского края | 19.03.1947      | сельхоз         | *Воронежская область            | [ ГС 140 ] |
| 133        | Рогачёва Татьяна Прокопьевна             | род. 09.11.1937         | Доярка совхоза «Новоёловский» Тальменского района Алтайского края | 06.09.1973      | сельхоз         | *Красноярский край              | [ ГС 141 ] |
| 134        | Романов Анатолий Давыдович               | 08.07.1908 — 17.06.1956 | Бригадир колхоза «Страна Советов» Угловского района Алтайского края | 04.03.1948      | сельхоз         | *Липецкая область               | [ ГС 142 ] |
| 135        | Роменских Василий Петрович               | 01.10.1921 — 05.12.1981 | Тракторист Алтайской МТС Алтайского района Алтайского края | 23.06.1950      | сельхоз         | Алтайский район                 | [ ГС 143 ] |
| 136        | Ростовцев Николай Алексеевич             | 14.09.1924 — 01.06.2018 | Бригадир Ларичихинского леспромхоза Тальменского района Алтайского края | 08.04.1971      | сельхоз         | Усть-Пристанский район          | [ ГС 144 ] |
| 137        | Рудаков Леонид Васильевич                | 10.10.1935 — 18.01.2019 | Аппаратчик Бийского химического комбината Министерства машиностроения СССР, Алтайский край | 16.01.1974      | машиностроение  | Красногорский район             | [ ГС 145 ] |
| 138        | Русанов Николай Яковлевич                | 02.03.1922 — 26.09.1979 | Комбайнёр колхоза «Искра» Топчихинского района Алтайского края | 23.06.1966      | сельхоз         | Топчихинский район              | [ ГС 146 ] |
| 139        | Рыбалко Иван Васильевич                  | 10.09.1939 — 21.02.2022 | Чабан совхоза «Степной» Родинского района Алтайского края | 22.03.1966      | сельхоз         | Родинский район                 | [ ГС 147 ] |
| 140        | Рыбченко Иван Данилович                  | 10.10.1925 — 17.10.2002 | Механизатор совхоза «Табунский» Кулундинского района Алтайского края | 23.06.1966      | сельхоз         | *Ростовская область             | [ ГС 148 ] |
| 141        | Савинов Владимир Дмитриевич              | 14.11.1934 — 12.05.2007 | Комбайнер совхоза «Шипуновский» Шипуновского района Алтайского края | 11.12.1973      | сельхоз         | Шипуновский район               | [ ГС 149 ] |
| 142        | Сакович Геннадий Викторович              | род. 13.04.1931         | Генеральный директор научно-производственного объединения «Алтай» Министерства оборонной промышленности СССР, гор. Бийск Алтайского края | 03.08.1990      | оборонпром      | *Забайкальский край             | [ ГС 150 ] |
| 143        | Самойленко Матрёна Андреевна             | 04.04.1912 — 22.11.2000 | Доярка совхоза «Лесной» Бийского района Алтайского края | 22.03.1966      | сельхоз         | *Воронежская область            | [ ГС 151 ] |
| 144        | Санькова Анна Дмитриевна                 | 22.01.1922 — 17.04.2001 | Комбайнер совхоза «Новая жизнь» Шипуновского района Алтайского края | 08.04.1971      | сельхоз         | Шипуновский район               | [ ГС 152 ] |
| 145        | Сапунов Логин Яковлевич                  | 30.09.1916 — 23.12.1989 | Председатель колхоза «Память Ленина» Марушинского района Алтайского края | 11.01.1957      | сельхоз         | *Самарская область              | [ ГС 153 ] |
| 146        | Селивёрстов Александр Васильевич         | 12.03.1929 — 28.06.1995 | Фрезеровщик Барнаульского радиозавода Министерства радиопромышленности СССР, Алтайский край | 26.04.1971      | радиопром       | *Новосибирская область          | [ ГС 154 ] |
| 147        | Селищев Леонтий Яковлевич                | 28.01.1897 — 16.12.1965 | Председатель колхоза «Советская Сибирь» Алтайского района Алтайского края | 06.05.1950      | сельхоз         | *Орловская область              | [ ГС 155 ] |
| 148        | Семёнкин Геннадий Иванович               | 01.03.1935 — 13.04.2005 | Первый секретарь Бийского районного комитета КПСС, Алтайский край | 17.07.1986      | госуправление   | *Ульяновская область            | [ ГС 156 ] |
| 149        | Семенцов Михаил Фёдорович                | 27.08.1926 — 17.01.1983 | Наладчик Алтайского тракторного завода имени М. И. Калинина Министерства тракторного и сельскохозяйственного машиностроения СССР, гор. Рубцовск | 05.04.1971      | машиностроение  | Егорьевский район               | [ ГС 157 ] |
| 150        | Семенюта Яков Михеевич                   | 13.05.1927 — 15.02.1989 | Бригадир целинной тракторной бригады Угловской МТС Угловского района Алтайского края | 11.01.1957      | сельхоз         | *Краснодарский край             | [ ГС 158 ] |
| 151        | Семиколенов Анатолий Семёнович           | 23.03.1923 — 15.09.1995 | Председатель колхоза имени Фрунзе Егорьевского района Алтайского края | 13.12.1972      | сельхоз         | Егорьевский район               | [ ГС 159 ] |
| 152        | Серенко Никита Васильевич                | 12.07.1901 — 27.12.1989 | Председатель колхоза «Страна Советов» Угловского района Алтайского края | 04.03.1948      | сельхоз         | Угловский район                 | [ ГС 160 ] |
| 153        | Серяков Александр Ефимович               | 01.06.1931 — 15.08.2004 | Тракторист колхоза «Путь Ленина» Тюменцевского района Алтайского края | 13.12.1972      | сельхоз         | Тюменцевский район              | [ ГС 161 ] |
| 154        | Сигида Андрей Иванович                   | 26.12.1927 — 20.04.1993 | Фрезеровщик завода «Алтайсельмаш» Министерства тракторного и сельскохозяйственного машиностроения СССР, гор. Рубцовск Алтайского края | 05.08.1966      | машиностроение  | Змеиногорский район             | [ ГС 162 ] |
| 155        | Силина Алла Ивановна                     | 28.04.1926 — 17.04.1986 | Бригадир совхоза «Светлый путь» Первомайского района Алтайского края | 08.04.1971      | сельхоз         | *Свердловская область           | [ ГС 163 ] |
| 156        | Смирнов Яков Кузьмич                     | 08.10.1932 — 08.04.1974 | Бригадир каменщиков передвижной механизированной колонны № 7 управления «Алтайсельстрой» Министерства сельского строительства РСФСР, Алтайский край | 08.01.1974      | строительство   | *Нижегородская область          | [ ГС 164 ] |
| 157        | Сорокин Иван Андреевич                   | род. 24.01.1932         | Бригадир колхоза имени Ленина Мамонтовского района Алтайского края | 19.04.1967      | сельхоз         | Мамонтовский район              | [ ГС 165 ] |
| 158        | Степанов Георгий Иванович                | 18.05.1911 — 27.12.1967 | Главный инженер Барнаульского строительного управления № 1 треста «Стройгаз» Алтайского совнархоза | 09.08.1958      | строительство   | *Рязанская область              | [ ГС 166 ] |
| 159        | Стопорев Семён Яковлевич                 | род. 13.02.1930         | Бригадир плотников-бетонщиков строительного управления № 3 треста «Стройгаз» Главалтайстроя Министерства строительства СССР, Алтайский край | 23.04.1982      | строительство   | Косихинский район               | [ ГС 167 ] |
| 160        | Строкова Александра Тимофеевна           | 08.09.1913 — 15.09.1988 | Звеньевая колхоза имени Мичурина Алтайского района Алтайского края | 04.03.1948      | сельхоз         | Алтайский район                 | [ ГС 168 ] |
| 161        | Таркаев Анатолий Николаевич              | 13.08.1931 — 15.10.2013 | Главный зоотехник госплемзавода имени 50-летия СССР Курьинского района Алтайского края | 06.09.1973      | сельхоз         | Рубцовский район                | [ ГС 169 ] |
| 161.000008 | Тебекова Кыдат                           | 29.11.1935 — 15.07.1974 | *Чабан колхоза «Кызыл Мааны» Кош-Агачского района Горно-Алтайской автономной области | 06.09.1973      | сельхоз         | Кош-Агачский район              | [ ГС 170 ] |
| 162        | Тивирикина Софья Фёдоровна               | 02.08.1908 — 14.03.1996 | Звеньевая колхоза «20 лет Октября» Усть-Пристанского района Алтайского края | 04.03.1948      | сельхоз         | Усть-Пристанский район          | [ ГС 171 ] |
| 163        | Ткачёва Татьяна Изосимовна               | 07.01.1914 — 23.11.1989 | Председатель колхоза «Путь Сталина» Локтевского района Алтайского края | 11.01.1957      | сельхоз         | Локтевский район                | [ ГС 172 ] |
| 163.000009 | Тоёдов Дельмек Тоёдович                  | 18.09.1926 — 16.04.2005 | *Чабан колхоза имени XXI партсъезда Усть-Канского района Горно-Алтайской автономной области | 08.04.1971      | сельхоз         | Усть-Канский район              | [ ГС 173 ] |
| 164        | Токарев Александр Павлович               | 30.08.1932 — 17.02.2009 | Машинист бульдозера Поспелихинского дорожно-строительного управления № 8 Министерства автомобильных дорог РСФСР, Алтайский край | 02.04.1981      | автодор         | Курьинский район                | [ ГС 174 ] |
| 164.00001  | Толтокова Мария Васильевна               | 16.09.1924 — 16.03.1989 | *Чабан колхоза «Путь коммунизма» Улаганского района Горно-Алтайской автономной области | 22.03.1966      | сельхоз         | Улаганский район                | [ ГС 175 ] |
| 165        | Трапезников Виктор Матвеевич             | 15.03.1932 — 11.11.2000 | Бригадир колхоза имени Ленина Петропавловского района Алтайского края | 30.07.1985      | сельхоз         | Петропавловский район           | [ ГС 176 ] |
| 166        | Трашкова (Фетисова) Таисия Дементьевна   | 12.08.1924 — 13.12.2005 | Звеньевая Алейского свеклосовхоза Министерства пищевой промышленности СССР, Алейский район Алтайского края | 14.05.1948      | сельхоз         | Ребрихинский район              | [ ГС 177 ] |
| 167        | Турок Василий Иванович                   | 18.02.1920 — 01.07.1982 | Директор семеноводческо-свекловодческого совхоза «Рубцовский» Рубцовского района Алтайского края | 10.03.1976      | сельхоз         | *Луганская область              | [ ГС 178 ] |
| 168        | Турченков Николай Степанович             | 18.12.1922 — 06.09.1996 | Мастер Бийского мелькомбината, Алтайский край | 19.04.1967      | сельхоз         | Бийск                           | [ ГС 179 ] |
| 169        | Тяпкин Дмитрий Иванович                  | 10.01.1932 — 03.06.1992 | Бригадир совхоза «Сростинский» Бийского района Алтайского края | 10.05.1988      | сельхоз         | Бийский район                   | [ ГС 180 ] |
| 169.000011 | Урматов Кара Тодошевич                   | 20.03.1930 — 02.10.1996 | *Чабан совхоза «Кырлыкский» Усть-Канского района Горно-Алтайской автономной области | 23.08.1990      | сельхоз         | Усть-Канский район              | [ ГС 181 ] |
| 170        | Фоминых Александра Матвеевна             | 13.01.1925 — 04.07.2004 | Бригадир совхоза «Беловский» Троицкого района Алтайского края | 22.03.1966      | сельхоз         | Алтайский край                  | [ ГС 182 ] |
| 171        | Фромов Георгий Алексеевич                | 16.05.1900 — 13.02.1991 | Директор Алтайского зерносовхоза Смоленского района Алтайского края | 11.01.1957      | сельхоз         | *Ростовская область             | [ ГС 183 ] |
| 172        | Харина Варвара Семёновна                 | 24.02.1916 — 22.07.1974 | Звеньевая совхоза «Большевик» Залесовского района Алтайского края | 08.04.1971      | сельхоз         | Залесовский район               | [ ГС 184 ] |
| 173        | Христенко Василий Тимофеевич             | 12.04.1925 — 09.02.2010 | Первый секретарь Шипуновского райкома КПСС, Алтайский край | 13.12.1972      | госуправление   | *Карагандинская область         | [ ГС 185 ] |
| 174        | Чабанов Фёдор Васильевич                 | 17.05.1908 — 20.07.2002 | Комбайнер Фрунзенской МТС Родинского района Алтайского края | 20.05.1949      | сельхоз         | Родинский район                 | [ ГС 186 ] |
| 175        | Чеканова Нина Игнатьевна                 | 31.12.1913 — 25.03.2005 | Агроном учебно-опытного хозяйства Алтайского сельскохозяйственного института | 31.12.1961      | сельхоз         | Волчихинский район              | [ ГС 187 ] |
| 176        | Черкасов Никифор Никонорович             | 06.03.1915 — 17.09.1990 | Чабан племенного завода «Овцевод» Рубцовского района Алтайского края | 22.03.1966      | сельхоз         | Змеиногорский район             | [ ГС 188 ] |
| 177        | Четыркин Всеволод Александрович          | 23.11.1908 — 18.06.1981 | Директор совхоза «Лесной» Бийского района Алтайского края | 22.03.1966      | сельхоз         | *Рязанская область              | [ ГС 189 ] |
| 178        | Чечевица Пётр Фёдорович                  | 15.10.1927 — 13.07.2001 | Тракторист совхоза «Целинный» Волчихинского района Алтайского края | 08.04.1971      | сельхоз         | *Тамбовская область             | [ ГС 190 ] |
| 179        | Чибисов Афанасий Филиппович              | 14.09.1914 — 24.02.1967 | Бригадир тракторной бригады Корчинской МТС Шарчинского района Алтайского края | 06.05.1950      | сельхоз         | Мамонтовский район              | [ ГС 191 ] |
| 180        | Шимолина Христинья Филипповна            | 10.02.1917 — 01.08.1986 | Звеньевая колхоза «Общий труд» Благовещенского района Алтайского края | 04.03.1948      | сельхоз         | Баевский район                  | [ ГС 192 ] |
| 181        | Шипулин Иван Кузьмич                     | 13.10.1931 — 25.06.1995 | Бригадир Барнаульского станкостроительного завода Министерства машиностроения СССР, Алтайский край | 26.04.1971      | машиностроение  | Петропавловский район           | [ ГС 193 ] |
| 182        | Шишаева Наталья Михайловна               | 15.08.1918 — 26.05.2009 | Комбайнер совхоза имени XXIV партсъезда Волчихинского района Алтайского края | 13.12.1972      | сельхоз         | Волчихинский район              | [ ГС 194 ] |
| 183        | Шнайдер Фридрих Фридрихович              | 03.03.1926 — 30.03.1995 | Председатель колхоза имени Кирова Славгородского района Алтайского края | 11.12.1973      | сельхоз         | Славгородский район             | [ ГС 195 ] |
| 184        | Шумаков Илья Яковлевич                   | 23.02.1919 — 04.08.1981 | Председатель колхоза имени Ворошилова Третьяковского района Алтайского края | 11.01.1957      | сельхоз         | Змеиногорский район             | [ ГС 196 ] |
| 185        | Шумаков Николай Александрович            | 22.05.1914 — 04.05.1994 | Директор совхоза «Кировский» Мамонтовского района Алтайского края | 08.04.1971      | сельхоз         | Мамонтовский район              | [ ГС 197 ] |
| 186        | Щербинин Григорий Илларионович           | 31.03.1895 — 18.04.1969 | Колхозник колхоза имени Ворошилова Краснощёковского района Алтайского края | 06.05.1950      | сельхоз         | Краснощёковский район           | [ ГС 198 ] |
| 187        | Эрнст Артур Яковлевич                    | 31.07.1934 — 15.06.2006 | Председатель колхоза «Заря Алтая» Завьяловского района Алтайского края | 15.05.1987      | сельхоз         | *Волгоградская область          | [ ГС 199 ] |

## Уроженцы Алтайского края, удостоенные звания Героя Социалистического Труда в других регионах СССР
| № | Фамилия, имя, отчество       | Даты жизни              | Деятельность | Дата присвоения       | Отрасль    | Место рождения   | ГС       |
| - | ---------------------------- | ----------------------- | --- | --------------------- | ---------- | ---------------- | -------- |
| 1 | Калашников Михаил Тимофеевич | 10.11.1919 — 23.12.2013 | Заместитель главного конструктора производственного объединения «Ижмаш» Министерства оборонной промышленности СССР, полковник-инженер, Удмуртская АССР | 20.06.1958 15.01.1976 | оборонпром | Курьинский район | [ ГС 1 ] |

## Герои Социалистического Труда, прибывшие в Алтайский край на постоянное проживание из других регионов
| № | Фамилия, имя, отчество    | Даты жизни              | Деятельность | Дата присвоения | Отрасль  | Место проживания | ГС       |
| - | ------------------------- | ----------------------- | --- | --------------- | -------- | ---------------- | -------- |
| 1 | Петрусевич Фёдор Петрович | 13.09.1929 — 15.03.2007 | Водитель автомобиля Новокозульского леспромхоза Министерства лесной, целлюлозно-бумажной и деревообрабатывающей промышленности СССР, Козульский район Красноярского края | 19.03.1981      | леспром  |                  | [ ГС 1 ] |
| 2 | Чижов Виктор Андреевич    | 21.11.1930 — 27.02.1999 | Бригадир забойщиков рудоуправления № 2 Ленинабадского горно-химического комбината Министерства среднего машиностроения СССР, Таджикская ССР                              | 29.07.1966      | атомпром | Зональный район  | [ ГС 2 ] |
| 3 | Шинкарук Фёдор Гурьевич   | 27.06.1911 — 06.09.2006 | Старший агроном племенного овцеводческого совхоза «Степок» Министерства совхозов СССР, Барвенковский район Харьковской области                                           | 03.05.1948      | сельхоз  | Рубцовск         | [ ГС 3 ] |

## Лица, лишённые звания Героя Социалистического Труда
| № | Фамилия, имя, отчество | Даты жизни              | Деятельность                                                  | Дата присвоения | Дата отмены | Отрасль | ГС       |
| - | ---------------------- | ----------------------- | ------------------------------------------------------------- | --------------- | ----------- | ------- | -------- |
| 1 | Кошкин Пётр Степанович | 10.07.1929 — 02.04.2009 | Комбайнёр совхоза «Степной» Родинского района Алтайского края | 13.12.1972      | 19.04.1982  | сельхоз | [ ГС 1 ] |